# Love Without End, Amen
Love Without End, Amen è una canzone di genere country scritta dal compositore statunitense Aaron Barker.
La canzone, incisa da George Strait, è stata rilasciata il 6 aprile 1990 come singolo dell’album Livin' It Up.
La canzone è uno dei maggiori successi dell’artista, tant’è che negli Stati Uniti ha venduto più di un milione di copie.
Il brano è uno dei preferiti dell’ex presidente statunitense George H. W. Bush.

## La canzone
Il brano parla dell’amore eterno tra un padre ed il proprio figlio.